# Polyalthia glauca
Polyalthia glauca là loài thực vật có hoa thuộc họ Na. Loài này được (Hassk.) Boerl. miêu tả khoa học đầu tiên năm 1899.